# Ignatije Midić

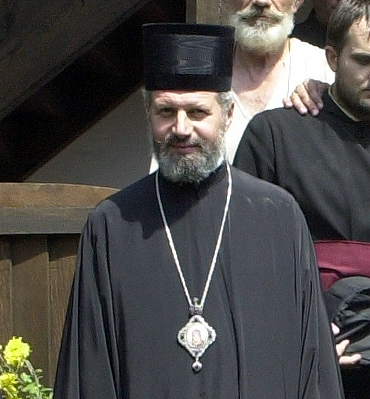
Ignatije Midić (2005)

Ignatije Midić (Игнатије Мидић; * 17. Oktober 1954 in Knez Selo (Niš)) ist ein serbisch-orthodoxer Theologe und Bischof.

## Leben
Sein bürgerlicher Vorname ist Dobrivoje. Nach achtjähriger Schulzeit studierte er von 1969 bis 1974 am theologischen Seminar des hl. Sava in Belgrad und von 1976 bis 1980 an der Orthodoxen Theologischen Fakultät der Universität Belgrad. Außer Theologie hörte er auch Vorlesungen in Philosophie, Logik, Geschichte, Literatur und Kunst. 1987 promovierte er an der Universität Athen mit einer Dissertation über Das Geheimnis der Kirche – Systematisch-hermeneutischer Zugang zum Mysterium der Kirche nach St. Maximus dem Bekenner.
1988 wurde Midić Assistenzprofessor an der Orthodoxen Theologischen Fakultät Belgrad, zunächst für Ethik, dann für Dogmatik. 1991 trat er in den Mönchsstand ein und wurde zum Priestermönch geweiht. Zwei Halbjahre studierte er in Deutschland eschatologische Theologie. Die Bischofssynode der Serbisch-Orthodoxen Kirche wählte ihn zum Vertreter der serbischen Kirche in der Interorthodoxen Kommission zur Vorbereitung der Großen Versammlung. Er nahm an nationalen und internationalen theologischen Treffen teil, wurde Redaktionsmitglied der Zeitschrift Teološki pogledi („Theologische Perspektiven“) und veröffentlichte zahlreiche theologische Beiträge in serbischen und internationalen Zeitschriften.
1994 wählte die serbisch-orthodoxe Bischofssynode Ignatije Midić zum Bischof der Eparchie Braničevo mit Sitz in Požarevac.
Bischof Ignatije war 2004 Mitgründer und erster orthodoxer Ko-Vorsitzender (bis 2008) des Gemeinsamen orthodox-katholischen Arbeitskreises St. Irenäus und ab 2018 Dekan der Orthodoxen Theologischen Fakultät der Universität Belgrad.